# Bjarkarímur
Il Bjarkarímur è un rímur islandese del XV secolo che parla degli Skjöldung (gli Scylding del Beowulf), delle vicissitudini di Hróarr (Hroðgar) e suo fratello Helgi (Halga) e di quelle di Böðvarr Bjarki. È probabilmente basato sulla perduta Saga degli Skjöldungar ed è una delle poche fonti di informazione su quell'opera.